# Joachim Mörlin

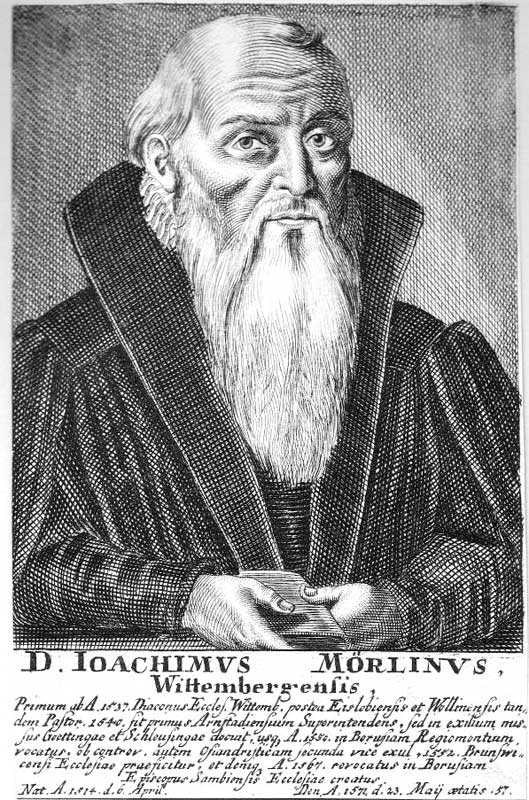
Kupferstich von Joachim Mörlin, aus der Bildersammlung der Bibliothek des evangelischen Predigerseminars der Lutherstadt Wittenberg

Joachim Mörlin (* 6. oder 8. April 1514 in Wittenberg; † 23. oder 29. Mai 1571 in Königsberg) war Theologe, Pfarrer und Reformator.

## Leben
Joachim wurde als Sohn des einstigen Professors für Philosophie an der Universität Wittenberg Jodok Mörlin geboren und wuchs zusammen mit seinem Bruder Maximilian Mörlin auf. Zunächst war er in Marburg untergebracht, kam wegen Bauernunruhen 1525 nach Konstanz. Mörlins Vater litt unter ständigen finanziellen Nöten und wurde 1521 auf Empfehlung Luthers Pfarrer in Westhausen bei Coburg. Trotz einer großen Familie ließ er seinen Sohn Joachim nach dem Erlernen des Töpferhandwerkes ein Studium der Theologie beginnen. 1531 kam er so in seine Geburtsstadt Wittenberg, wo er sich an der dortigen Universität immatrikulierte. Seine Lehrer waren Martin Luther, Philipp Melanchthon und Johannes Bugenhagen.
1536 erlangte Joachim Mörlin in Wittenberg die Magisterwürde und war anschließend an verschiedenen Orten als Prediger tätig. 1538 kehrte er nach Wittenberg zurück, wo er Mitglied der Akademie wurde und am 10. August 1539 als Diakon an der Stadtkirche wirkte. Er galt hier bald als „Kaplan Luthers“, der Mörlins einfache, populäre aber eindringliche Predigtweise schätzte. Unter Luther erwarb er am 16. September 1540 die Doktorwürde, im gleichen Jahr wurde er als Superintendent zur Synode nach Arnstadt berufen.
In Arnstadt wurde er im Jahre 1543 seines Amtes entsetzt, da er von der Kanzel herab das unchristliche Verhalten der Obrigkeit, des Bürgermeisters und des Rates der Stadt kritisierte. Im Mai 1544 trat Mörlin dann das Amt des Superintendenten in Göttingen an, auch hier stieß er durch seine Predigtweise auf Schwierigkeiten. Nach vier Jahren endete sein Wirken hier aufgrund der Auseinandersetzungen um das sogenannte „Interim“. Mörlin sprach sich gegenüber der weltlichen Obrigkeit eindeutig gegen jede Einmischung in Glaubenssachen aus, was ihn auch hier seine Stellung kostete. Er wurde aus Göttingen ausgewiesen.
1550 wurde Joachim Mörlin als Inspektor und Pfarrer an den Kneiphofschen Dom nach Königsberg berufen. Hier wurde er schnell in einen Lehrstreit um die Rechtfertigungslehre mit Andreas Osiander hineingezogen, der als Professor an der Königsberger Universität lehrte. Mörlin suchte anfangs zu Osiander ein freundliches Verhältnis, das jedoch bald zerbrach.
Da der Herzog sich auf die Seite Osianders stellte, musste Mörlin, der am 16. Februar 1553 seine Entlassung einreichte, bald Königsberg verlassen. Obwohl ihm dadurch bitteres Unrecht geschah, hat er doch lebenslang für den Herzog („das graue Haupt in Preußen“) gebetet.
Nun erreichte Joachim Mörlin die Berufung zum „Superattendenten“ nach Braunschweig. Dieses Amt beinhaltete die geistliche Leitung der Kirche in der Stadt Braunschweig und war 1528 von Johannes Bugenhagen geschaffen worden. 1553, mitten in den Kriegswirren, vierzehn Tage nach der Schlacht bei Sievershausen, traf Mörlin in Braunschweig ein. Die Stadt wurde gerade von Herzog Heinrich d. J. belagert, Mörlin selbst kam hierbei vorübergehend in Lebensgefahr. In Braunschweig konnte er nun erstmals ohne Streit mit der Obrigkeit wirken, er hatte ein meist harmonisches Verhältnis zum Rat der Stadt. Durch seine mitreißenden Predigten zog er die Massen in die Kirchen und wirkte hier in großem Segen. Es war die glücklichste Zeit seines Lebens. Neben ihm wirkte als sein Koadjutor seit 1554 sein späterer Nachfolger Martin Chemnitz. Bis 1567 wirkte Mörlin in Braunschweig.
Während dieser Zeit musste Mörlin feststellen, wie sich Melanchthon, den er als seinen „lieben Präceptor“ verehrt hatte, zunehmend von Luthers Abendmahlslehre distanzierte, was sich zum Beispiel bei den Verhandlungen zur Wittenberger Konkordie (1536) an der Textänderung der Confessio Augustana Variata (1540), und an Melanchthons Haltung bei der Ausarbeitung der Kölner Reformationsordnung (1543) zeigte. Mörlin stand an der Spitze der norddeutschen Lutheraner, die hiergegen Stellung bezogen, beteiligte sich jedoch nicht an den oft beleidigenden Ausfällen, mit denen etwa Flacius Illyricus Melanchthon überzog, sondern suchte zu vermitteln.
Nachdem der osiandrische Streit in der Kirche Preußens – auch über den Tod Osianders (1552) hinaus – großen Schaden angerichtet hatte, bereute schließlich der Herzog das Unrecht, das er Mörlin angetan hatte. Er ließ sich von den preußischen Ständen dazu bewegen, Mörlin zu schreiben, um ihn erneut für Preußen zu gewinnen. Ihm und Chemnitz wurden glänzende Bedingungen geboten, sollten sie sich überzeugen lassen, nach Königsberg zurückzukehren. Schließlich willigten Mörlin und Chemnitz ein, nach Königsberg zu kommen. Eine wichtige Lehr- und Bekenntnisschrift, das sog. „Corpus Doctrinae Prutenicum“ entstand als Frucht der Tätigkeit der beiden Braunschweiger Theologen und wurde durch eine Synode offiziell angenommen und publiziert. Am 11. August 1567 wurden Mörlin und Chemnitz nun offiziell durch eine Gesandtschaft des Herzogs vom Rat der Stadt Braunschweig für ihre Dienste in Preußen losgebeten. Mörlin durfte gehen, Chemnitz wurde zu seinem Nachfolger in das Amt des Superattendenten berufen.
Mörlin schied schweren Herzens aus Braunschweig: Die Stadt war ihm so lieb geworden, dass er sagen konnte: „Braunschweig ist mein Herz!“ Aber sein neues Amt als Bischof von Samland bekleidete er mit ebensolchem Eifer, mit dem er in Braunschweig gewirkt hatte. Allerdings konnte er es nur knapp vier Jahre ausüben: Im Alter von 57 Jahren starb Joachim Mörlin am 23. Mai 1571 an den Folgen einer qualvollen Blasenoperation. Er wurde im Dom zu Königsberg bestattet. Dort wurde ihm zu Ehren ein (heute nicht mehr vorhandenes) Denkmal errichtet, in dessen Inschrift seine Hirtentreue, seine Beredsamkeit und sein Eifer für die Ehre Christi gepriesen wurde.